# Mats Falesson Slumpare
Mats Falesson Slumpare, född 1577 i Nordingrå, Ångermanland, död 1649 i Nordingrå, Ångermanland, var en svensk hövitsman, länsman och riksdagsman.

## Biografi
Mats Falesson Slumpare var son till Fale Nilsson, härstammande från en av Ångermanlands äldre historiskt dokumenterade släkter. Han var bosatt i Rävsön 1606-1627, i Ulvik 1623-1631 och i Främmerveda 1632-1649; samtliga i Nordingrå socken.
Mats Falesson Slumpare ledde som hövitsman en fänika av ångermanlandsknektar under bland annat kung Gustaf II Adolfs ryska fälttåg i samband med det ingermanländska kriget. Han var därutöver landstingsman, länsman och riksdagsman, omnämnd i domboksprotokoll från 1640-talet.
Mats Falesson Slumpare var gift med Agneta Hindersdotter (född ca. 1580), dotter till en kyrkoherde. Tillsammans hade de två kända barn. Dottern Karin Matsdotter (född ca. 1600) gifte sig med Nils Olofsson (ca. 1603-1679), varmed äldsta kända anmoder till släkten Nordlander och Lochnæus. Sonen Mats Matsson (1607-1700) hade en sonson Mats Olsson (1704-1742) som, gift med Magdalena Selin (1705-1774), blev anfader till en kognatisk släktgren uppgången i Selin.